# The Defenders: Payback
The Defenders: Payback (conocida en España como Ojo por ojo) es una película de drama y crimen de 1997, dirigida por Andy Wolk, que a su vez la escribió junto a Peter Wolk, musicalizada por Mark Isham, en la fotografía estuvo John Newby y los protagonistas son Beau Bridges, E.G. Marshall y Martha Plimpton, entre otros. El filme fue realizado por Paramount Network Television Productions y Showtime Pictures, se estrenó el 12 de octubre de 1997.

## Sinopsis
Jack Casey es condenado por quitarle la vida al individuo que asaltó y abusó a su hija chiquita.